# Darius Songaila
Darius Songaila (Marijampolė, 14 de fevereiro de 1978) é um ex-basquetebolista lituano. Durante sua carreira defendeu durante anos a Seleção da Lituânia. Songaila jogou como Ala-pivô, posição de sua preferência, e Pivô devido sua altura de 2,06m.

## Juventude
Darius Songaila iniciou sua carreira disputando a 2ª divisão lituana pelo Lietuvos Rytas Marijampolė em 1995. Em 1997  mudou-se para New Hampton nos Estados Unidos para estudar e jogar pelo New Hampton School. Disputou o Campeonato Europeu Sub-22 em 1998, ficando como segundo melhor reboteiro, fato que garantiu-lhe com o título simbólico de participante do 2º time ideal do torneio

## Carreira Universitária
Darius Songaila jogou no basquetebol universitário norte-americano pela Universidade de Wake Forest de 1998-2002 quando no Draft da NBA em 2002 foi a 49ª escolha da 2ª Ronda, sendo selecionado pelo Boston Celtics

## Carreira Profissional
O Boston Celtics, após escolher Songaila negociou seus direitos com o Sacramento Kings.
Durante a temporada de 2002-03, Songaila atuou pelo CSKA Moscou onde  disputou e venceu a Liga Russa. Em junho de  2003 assinou contrato com os Kings onde permaneceu até 2005 com médias  de 6,1 pontos e 3,7 rebotes em 154 jogos (28 como titular).